# With a Little Help from My Friends
With a Little Help from My Friends is een lied van de Britse popgroep The Beatles. Het nummer werd in 1967 uitgebracht op het album Sgt. Pepper's Lonely Hearts Club Band. Het werd geschreven door het schrijversduo Lennon-McCartney voor Beatles-drummer Ringo Starr. Het nummer werd in september 1968 gecoverd door Joe Cocker, die met de plaat een wereldwijde hit had.

## Achtergrond
Het idee voor With a Little Help from My Friends was afkomstig van Paul McCartney. McCartney en John Lennon werkten daarna samen aan het vervolmaken van het nummer in Lennons huis in Weybridge, Engeland.
De liedtekst van het nummer is grotendeels in de vorm van een gesprek tussen Starr en de overige drie Beatles, waarbij zij telkens een vraag stellen en Starr antwoord geeft. Zo zingen de drie Beatles de door John Lennon geschreven regel "What do you see when you turn out the light?", waarop Starr antwoordt met "I can't tell you, but I know it's mine".
Op verzoek van Starr werden de openingsregels van het nummer, die eerst luidden "What would you do if I sang out of tune? Would you stand up and throw tomatoes at me?", veranderd in "What would you think if I sang out of tune? Would you stand up and walk out on me?". Starr was bang dat hij anders bij elk concert bekogeld zou worden met tomaten. Iets dergelijks was namelijk ook gebeurd toen George Harrison zich tijdens een interview had laten ontvallen dat The Beatles van jelly beans hielden.

## Opnamen
Op 29 maart 1967 begonnen The Beatles in de Abbey Road Studios in Londen aan de opnamen van With a Little Help from My Friends. Aan het begin van de opnamesessie had het nummer de werktitel 'Bad Finger Boogie'. Omdat The Beatles al besloten hadden dat het openingsnummer van het album, het lied Sgt. Pepper's Lonely Hearts Club Band, over zou gaan in With a Little Help from My Friends, werd besloten dat het nummer moest beginnen met de regel "Billy Shears". Die dag namen The Beatles tien takes van het nummer op, waarbij ze zich concentreerden op de backing track. Daarna werd de zang van Ringo Starr aan het nummer toegevoegd.
De volgende dag werden middels enkele overdubs gitaar, basgitaar, tamboerijn en achtergrondzang aan het nummer toegevoegd.

## Release
With a Little Help from My Friends werd op 1 juni 1967 in het Verenigd Koninkrijk uitgebracht op het album Sgt. Pepper's Lonely Hearts Club Band. Een dag later werd het album in de Verenigde Staten uitgebracht. In 1999, bij de heruitgave van de film Yellow Submarine, verscheen het nummer ook op Yellow Submarine Songtrack, de soundtrack bij deze film.

## NPO Radio 2 Top 2000
De coverversie van With a Little Help from My Friends van Joe Cocker uit september 1968, staat sinds de allereerste editie in december 1999 onafgebroken genoteerd in de jaarlijkse  NPO Radio 2 Top 2000 van de Nederlandse publieke radiozender NPO Radio 2 Top 2000, met als hoogste notering een 84e positie in 1999.
| Nummer met noteringen in de NPO Radio 2 Top 2000 | '99 | '00 | '01 | '02 | '03 | '04 | '05 | '06 | '07 | '08 | '09 | '10 | '11 | '12 | '13 | '14 | '15 | '16 | '17 | '18 | '19 | '20 | '21 | '22 | '23 | '24 |
| ------------------------------------------------ | --- | --- | --- | --- | --- | --- | --- | --- | --- | --- | --- | --- | --- | --- | --- | --- | --- | --- | --- | --- | --- | --- | --- | --- | --- | --- |
| With a Little Help from My Friends               | 84  | 287 | 148 | 169 | 238 | 159 | 180 | 179 | 335 | 193 | 233 | 225 | 201 | 338 | 311 | 364 | 220 | 299 | 286 | 348 | 297 | 259 | 343 | 467 | 479 | 584 |

1. ↑  Een vetgedrukt getal geeft de hoogste notering aan.

## Credits
- Ringo Starr - zang, drums, tamboerijn
- Paul McCartney - achtergrondzang, basgitaar, piano
- John Lennon - achtergrondzang, koebel
- George Harrison - leadgitaar
- George Martin - Hammondorgel